# Poplave u Bosni i Hercegovini 2021.
Poplave u Bosni i Hercegovini 2021. dogodile su se početkom studenoga te godine.
Od četvrtka, 4. studenoga 2021. godine, jake kiše dovele su do velikih poplava u mnogim mjestima u Bosni i Hercegovini. Federalni hidrometeorološki zavod je 5. studenoga 2021. izdao crveno upozorenje zbog poplava. Pričinjena je velika materijalna šteta. Prvi poplavni val započeo je u noći s 4. na 5. studenog i izazvao poplave mnogih rijeka ili je njihov vodojstaj značajno povećan. Stotine zgrada je barem djelomično poplavljeno. Najteže je pogođen Otes, gdje su vatrogasna vozila korištena za evakuaciju desetine ljudi, a postavljene su vreće s pijeskom kako bi se spriječila poplava kuća. Predviđalo se da kiša neće potpuno prestati do ponedjeljka, 8. studenog 2021. godine.

## Zahvaćeni dijelovi

### Sarajevska županija
Sarajevo su najviše pogodile poplave. 5. studenog 2021. godine su glavne ceste u Sarajevu bile pod vodom, što je izazvalo usporavanje prometa. Poplave su najviše pogodile Otes. Mnoge kuće su poplavljene, a neki automobili zaglavili su u vodi. Vatrogasci, policija, Agencija civilne zaštite Sarajevske županije (kao i općinske agencije), te dobrovoljci trenutačno upravljaju situacijom. Pomoć nije pružena brzo svim pogođenim objektima. Promet između Otesa i ostatka grada bio je u prekidu zbog poplava. Rijeke Željeznica i Tilava poplavile su Butmir i Gornji Kotorac, gdje je zahvaćeno više desetina objekata, a potopljen je i Most spasa koji povezuje Butmir i susjedno naselje Sokolović Koloniju . Na pravcima koji povezuju Boljakov Potok, Pofaliće i Stup bilo je prometnih prepreka.
Poplave u Starom gradu suzbijene su zahvaljujući velikom odazivu i čišćenju površinskih odvoda. Na Ilidži su zatvorene škole u kojima se odvijaju dobrovoljačke akcije postavljanja vreća s pijeskom. Došlo je do kvara na električnim mrežama u Reljevu, zbog čega je za nekoliko sati u većem dijelu Sarajeva nestalo struje. Kvar je popravljen, ali je mreža isključena. U Otesu su u tijeku evakuacije, dok se dio ljudi seli na više katove zgrada.
Wilsonovo šetalište je bilo privremeno zatvoreno, dok je rijeka Željeznica urušavala zemljište u blizini. Obližnji objekti zbog toga su bili u opasnosti od urušavanja u rijeku. U Butmiru su se postavljale vreće s pijeskom. Vlakovo je jako poplavljeno. Miljacka je bila blizu potonuća nekih mostova.
U Foči su domaćinstva ostala bez struje, a voda nije bila za piće. Voznica u Hadžićima bila je poplavljena. Vrelo Krupe je, koliko se mještani sjećaju, prvi put za vrijeme kiše postalo nepitko. Stručnjaci su ranije upozoravali da će biti ozbiljnih posljedica krčenja šuma. To je utjecalo na razmjere poplave kao i na izvor rijeke. U Istočnoj Ilidži poplavama je ugroženo 150 kuća.

### Srednjobosanska županija
Vodostaji rijeka Bosne i Fojnice su bili u porastu, ali nijedan stambeni objekt nije bio zahvaćen.

### Hercegovačko-neretvanska županija
Vodostaj rijeke Neretve u Konjicu je u 4 sata ujutro po lokalnom vremenu dostigao rekordnu razinu, gdje su putevi bili pod vodom. Mostarcima je savjetovano da prokuhaju vodu koja nije sigurna za piće.

### Zeničko-dobojska županija
U Visokom su poplavljene lokalne ceste, zbog čega je promet bio otežan.